# Val-d'Arcomie
Val-d'Arcomie é uma comuna francesa na região administrativa da Auvérnia-Ródano-Alpes, no departamento de Cantal. Estende-se por uma área de 86,27 km². Em 2010 a comuna tinha 1 012 habitantes (densidade: 11,7 hab./km²).
A municipalidade foi estabelecida em 1 de janeiro de 2016 e consiste na fusão das antigas comunas de Loubaresse, Faverolles, Saint-Just e Saint-Marc.